# Defektologia
Defektologia – subdyscyplina pedagogiki, ściśle pedagogiki terapeutycznej (leczniczej), jednym z działów pedagogiki rewalidacyjnej, będącej częścią pedagogiki specjalnej.
Rodzaj wiedzy i umiejętności, który wiąże się z przywracaniem lub usprawnianiem osób przewlekle chorych, chronicznie zagrożonych zdrowotnie, wobec których szczególne znaczenie mają oddziaływania zmierzające  do podtrzymania motywacji rehabilitacyjnej, wzmacnianie poczucia sensu życia i zachęcanie do aktywnego wysiłku mimo trudności życiowych i sytuacji kryzysowych.